# Horaninovia pungens
Horaninovia pungens är en amarantväxtart som först beskrevs av Alexander Gilli, och fick sitt nu gällande namn av Viktor Petrovitj Botjantsev. Horaninovia pungens ingår i släktet Horaninovia och familjen amarantväxter. Inga underarter finns listade i Catalogue of Life.